# Враноєлє
Враноєлє (хорв. Vranojelje) — населений пункт у Хорватії, у Вараждинській жупанії у складі громади Бедня.

## Населення
Населення за даними перепису 2011 року становило 131 осіб.
Динаміка чисельності населення поселення:

## Клімат
Середня річна температура становить 9,59 °C, середня максимальна – 23,72 °C, а середня мінімальна – -6,40 °C. Середня річна кількість опадів – 1102 мм.
| Клімат поселення                              | Клімат поселення | Клімат поселення | Клімат поселення | Клімат поселення | Клімат поселення | Клімат поселення | Клімат поселення | Клімат поселення | Клімат поселення | Клімат поселення | Клімат поселення | Клімат поселення | Клімат поселення |
| Показник                                      | Січ.             | Лют.             | Бер.             | Квіт.            | Трав.            | Черв.            | Лип.             | Серп.            | Вер.             | Жовт.            | Лист.            | Груд.            |                  |
| Середній максимум, °C                         | 5,68             | 7,26             | 11,21            | 15,40            | 20,45            | 23,72            | 22,69            | 22,02            | 18,10            | 12,90            | 7,55             | 3,98             |                  |
| Середня температура, °C                       | −0,36            | 1,23             | 5,18             | 9,35             | 14,42            | 17,66            | 19,43            | 18,74            | 14,82            | 9,62             | 4,27             | 0,70             |                  |
| Середній мінімум, °C                          | −6,4             | −4,82            | −0,85            | 3,33             | 8,36             | 11,64            | 16,14            | 15,46            | 11,53            | 6,34             | 0,99             | −2,59            |                  |
| Норма опадів, мм                              | 51               | 57               | 76               | 85               | 95               | 126              | 114              | 107              | 106              | 104              | 102              | 79               |                  |
| Середньомісячна швидкість вітру, м/с          | 1.78             | 1.97             | 2.31             | 2.32             | 2.23             | 2.00             | 1.90             | 1.74             | 1.72             | 1.81             | 1.91             | 1.90             |                  |
| Середньомісячна сонячна радіація, кДж/м²·день | 4149             | 6864             | 10507            | 14726            | 18677            | 20580            | 21158            | 18365            | 13617            | 8569             | 4565             | 3257             |                  |
| --------------------------------------------- | ---------------- | ---------------- | ---------------- | ---------------- | ---------------- | ---------------- | ---------------- | ---------------- | ---------------- | ---------------- | ---------------- | ---------------- | ---------------- |
| Джерело:                                      |                  |                  |                  |                  |                  |                  |                  |                  |                  |                  |                  |                  |                  |